# Helmut Gorka
Helmut Gorka (* 13. April 1960 in Gelsenkirchen) ist ein ehemaliger Fußballspieler und derzeitiger -trainer. Er wurde meist auf der Position des Innenverteidigers eingesetzt, spielte aber auch im Mittelfeld.

## Karriere
In seiner Jugend spielte Gorka bei seinem Heimatverein FC Schalke 04, mit dessen A-Juniorenmannschaft er 1975/76 deutscher Meister wurde.
Nachdem er sich in der ersten Mannschaft von Schalke nicht durchsetzen konnte, wechselte Gorka in die 2. Bundesliga zu Westfalia Herne. Sein Debüt gab er am 1. Spieltag der Saison 1978/79 beim 4:0-Heimsieg gegen Arminia Hannover. Sein erstes und einziges Zweitliga-Tor für Westfalia schoss er zwei Spieltage später als Einwechselspieler zum 2:3-Endstand bei einer Heimniederlage gegen den VfL Osnabrück. In der Saison 1979/80 wurde Westfalia nach dem 1. Spieltag die Lizenz entzogen und die Mannschaft stieg in die Oberliga Westfalen ab.1980 wechselte Gorka wieder in die 2. Bundesliga zu Preußen Münster. In der Saison 1980/81 erzielte er in 36 Einsätzen 2 Treffer, konnte aber nicht verhindern, dass er mit Preußen ebenfalls in die Oberliga Westfalen abstieg.1982 ging er dann zu Rot-Weiss Essen. In 62 Zweitligapartien erzielte Gorka 4 Tore, bevor er 1984 einen Vertrag beim Ligakonkurrenten Rot-Weiß Oberhausen unterschrieb. Für Oberhausen lief er das erste Mal am 3. Spieltag bei einem 3:1-Heimsieg gegen Alemannia Aachen auf und erzielte zwei Spieltage später gegen den SSV Ulm 1846 sein erstes Tor für seinen neuen Verein. Gorkas einzigen Treffer im DFB-Pokal schoss er ebenfalls im Trikot von Rot-Weiß, in der 1. Runde 1987/88 gegen Preußen Münster. Ausgerechnet dorthin ging er nach vier Saisons mit 119 Zweitligaspielen und zehn Treffern für Oberhausen im Jahre 1988 zurück. Für die drittklassigen Münsteraner lief er 21 Mal auf und erzielte einen Treffer. Seine letzte Vereinsstation als Spieler war die SpVg Marl.In seiner letzten Saison 1990/91 spielte Gorka noch 14 Mal, sein letzter Einsatz war eine Einwechslung am 18. Spieltag gegen den SC Verl. Im Sommer 1991 beendete Gorka seine aktive Karriere.
Insgesamt kommt er auf 242 Zweitligaspiele (17 Tore), 35 Oberligapartien (1 Tor) und 5 Einsätze im DFB-Pokal.